# Lafmejān
Lafmejān (persiska: لفمجان) är en ort i Iran.   Den ligger i provinsen Gilan, i den norra delen av landet, 220 km nordväst om huvudstaden Teheran. Lafmejān ligger 13 meter över havet och antalet invånare är 198.
Terrängen runt Lafmejān är platt åt nordväst, men åt sydost är den kuperad. Terrängen runt Lafmejān sluttar norrut.Runt Lafmejān är det ganska tätbefolkat, med 155 invånare per kvadratkilometer. Närmaste större samhälle är Lāhījān, 11,4 km öster om Lafmejān. Trakten runt Lafmejān består till största delen av jordbruksmark.